# Ђорђе Обрадовић
Ђорђе Обрадовић (Кула, 6. мај 1973) српски је информатичар и универзитетски професор. Један је од оснивача предузећа Ottometric и редовни професор на Универзитету Сингидунум.

## Биографија
Рођен је 6. маја 1973. године у Кули, у тадашњој Социјалистичкој Републици Србији. Године 1997. дипломирао је на Факултету техничких наука Универзитета у Новом Саду. Од средине 1998. године запослен је на Факултету техничких наука као асистент-приправник. Магистрирао у јулу 2003. Изабран у звање асистента у септембру 2003.
У септембру 2019. био је један од оснивача ИТ предузећа Ottometric из Новог Сада. Поред тога ради као професор на Универзитету Сингидунум.